# Думенко Борис Мокійович
Борис Мокійович Думенко (1888 — 11 травня 1920) — військовий діяч, командир Червоної армії, організатор її перших кінних частин, командувач корпусом.

## Біографія
Народився на х. Хомутець Області Війська Донського в українській селянській родині. Учасник Першої світової війни, 4 роки служив у кінноартилерійському полку на Кавказькому фронті, вахмістр.
Повернувшись на Дон, організував на рідному хуторі козачий кавалерійський загін, який розгромив білокозаків поблизу х. Веселий. Загін Думенка влився до партизанського загону Г. Шовкоплясова, що вів боротьбу з білогвардійськими формуваннями (див. Білий рух). Командував у загоні кіннотою. В липні 1918 прийняв командування 1-м кавалерійським селянським соціалістичним полком. 25 вересня 1918 командування Північно-Кавказького військового округу нагородило полк Почесним революційним Червоним прапором. Цього ж дня на базі полку почалося формування 1-ї Донської радянської кавалерійської бригади, командиром якої призначено Думенка, його помічником — Семена Будьонного. Бригада воювала під Царицином (нині м. Волгоград, РФ), влившись до 10-ї армії, основу якої склали частини 5-ї Української революційної армії, що відійшли з Донбасу.
28 листопада 1918 року Думенко прийняв командування 1-ю Зведеною кавалерійською дивізією, до якої увійшли його кавалерійська бригада і «Сталева» дивізія Дмитра Жлоби. 29 листопада РВР 10-ї армії направила в РВР Республіки клопотання про нагородження Д. і С.Будьонного орденами Червоного Прапора, а два кавалерійські полки (1-й і 2-й) — Почесними прапорами Всеросійського ЦВК. За героїчні бойові дії на початку 1919 1-ша Зведена кавалерійська дивізія була нагороджена Почесним прапором Всеросійського ЦВК, а сам Думенко — орденом Червоного Прапора, пізніше — іменною зброєю та іншими відзнаками. 24 березня 1919 року Думенка призначено помічником начальника штабу 10-ї армії, завідувач кавалерійськими частинами. В середині травня він командував лівою групою військ 10-ї армії, був тяжко поранений і тільки у вересні повернувся до лав армії. На цей час його пропозиції було втілено в життя: на базі 4-ї та 6-ї кавалерійських дивізій створений 1-й Кінний корпус під командуванням Семена Будьонного. Думенко очолив формування 2-го Зведеного кінного корпусу, який у грудні 1919 року увійшов до складу Дев'ятої армії. Під його керівництвом корпус здобув кілька перемог, серед яких — взяття в січні 1920 року м. Новочеркаськ (нині місто Ростовської області, РФ).
На підставі неправдивих звинувачень у підготовці заколоту й причетності до розстрілу військового комісара В. Мікеладзе (з яким Думенко насправді співпрацював) був засуджений і 11 травня 1920 року розстріляний поблизу Ростова-на-Дону (нині місто в РФ) разом із членами штабу 2-го Зведеного кінного корпусу.
27 серпня 1964 року Військова колегія Верховного суду СРСР скасувала вирок Думенку та членам його штабу за відсутністю складу злочину, вони були повністю реабілітовані.